# Sven Ottke
Sven Ottke, (født 3. juni 1967 in Spandau, Vest-Berlin, Vest-Tyskland) kendt som "The Phantom", er en tysk tidligere professionel bokser og var IBF/WBA super-mellemvægts-mester. Ottke var den tredje europæiske bokser, der pensionerede sig som ubesejret verdensmester efter Terry Marsh og rumænsken Michael Loewe (Joe Calzaghe blev senere den fjerde).

## Early life
Sven Ottke served two apprenticeships as a plasterer and industrial clerk. He became a member of the boxing club Spandauer BC 26 Berlin at the age of 14.

## Amatørkarriere
Han lukkede munden på krittikerne, der havde klaget over at han var startet for sent, da han blev tysk mester i en alder af 18 i mellemvægt. 10 yderlige titler fulgte efterfølgende. Han deltog i de Olympiske lege i 1988, 1992 og 1996. Han blev europæisk mester i 1991 og 1996, og kom på tredje pladsen i 1993.
Ottke vandt i sin amatørkarriere over Antonio Tarver, Chris Byrd, Michael Moorer, Zsolt Erdei og Juan Carlos Gomez . 
- Amatørrekord: 256-47-5
- Tysk mellemvægtsmester (FRG) 1985-1989
- Tysk national mellemvægtsmester (1990–1991, 1995–1996)
- Tysk national let-sværvægtsmester 1992–1993)
- Tre gange olympisk-deltager

## Professionel karriere
Efter 308 kampe som amatør, som han vandt 256 af, blev han professionel i 1997. Mindre end et år senere den 24. oktober 1998, vandt han IBF super-mellemvægt-mesterskabet fra Charles Brewer via en omdiskuteret pointsejr. Efter dette forsvarede han sin IBF-titel 16 gange mod kæmpere som Thomas Tate (2 gange), Glencoffe Johnson, Silvio Branco, James Butler, Anthony Mundine, Charles Brewer i en rematch og en kontroversiel pointsejr over Robin Reid. Han toppede i sin karriere da vandt WBAtitlen den 13. marts i 2003 mod WBA-mesteren Byron Mitchell, hvor han vandt på en delt pointafgørelse. Han vandt også omdiskuterede afgørelser over de danske boksere Mads Larsen og Rudy Markussen.
Efter succesfuldt at have forsvaret sin titel 21 gange efter sin sidste kamp mod svenske Armand Krajnc, pensionerede Ottke sig som ubesejret verdensmester den 27. marts i 2004. Ottkes resultat lyder på 34 sejrer og 0 nederlag som professionel, hvoraf 6 er på knockout. Han blev kåret af IBF som "Fighter of the Year" i 2003. 

## Comeback
I maj 2008, blev et comeback arrangeret mod Dariusz Michalczewski i Tyskland, men kampen blev aldrig til noget.